# Henri van Velzen
Henri van Velzen (Zwolle, 1 februari 1967) is een Nederlands zanger.

## Biografie
Rond zijn achttiende begon Van Velzen als zanger bij de coverband Highway. Na het uiteenvallen van de band vervolgde hij zijn maatschappelijke carrière en kwam er van zingen weinig meer terecht.
In 2005 nam Van Velzen een album op met covers van zijn idool André Hazes. In 2006 nam hij zijn eerste single op samen met Ton Spronk in Alphen aan den Rijn. Daar staan de titels, “Oh wat een dag”, “Voor hem gekozen” en “Geef mij jouw angst” op. Van twee titels (“Voor hem gekozen” en “Geef mij jouw angst”) zijn videoclips gemaakt, welke te zien waren bij TV Oranje en Sterren.nl. In 2007 werd er weer een single uitgebracht, dit keer in samenwerking met Henny Thijssen. De nummers “Het kind in mij” en de “Hazes medley” werden opgenomen in de studio van Koos Alberts en tevens uitgebracht op diens platenlabel.
Medio 2008 heeft Thijssen aan Van Velzen gevraagd om samen met hem, als voorloper op Thijssens eigen album, het duet “De nacht is mijn leven” op te nemen. In september van dat jaar nam Van Velzen de nummers “Ik zal je missen” en “Niet meer bellen” op.
Op het album “Het maakt mij niets meer uit” staan de nummers die Van Velzen eerder op single had uitgebracht en een aantal nieuwe nummers, waaronder drie duetten met Henny Thijssen.
Begin 2011 heeft Van Velzen een single uitgebracht met de titel “Ik Bel”. Januari 2012 is van Velzen zijn nieuwe single "Het leven is een feest" uitgekomen als voorloper op het album "Lach naar het leven" welke 5 april 2012 uitgekomen is.
Augustus 2013 is er nieuwe single uitgekomen met de naam "4 vrienden" welke geproduceerd is door Martin Sterken en welke tevens is genoteerd op nummer 77 in de single top 100. Januari 2014 is de single "Dan ga je maar" uitgekomen en in september 2014 is de single "Een vriend is pas een vriend" uitgekomen. Verder is de single "Bella Balkonia 2015 versie" verschenen in juni 2015. Deze single is terechtgekomen op plaats 15 in de iTunes top 100 en heeft ook 6 weken in de top 30 van TV Oranje en RadioNL gestaan.
De huidige single "Mijn eigen feestje" is in februari 2016 uitgebracht.
In mei 2017, bracht Henri samen met zijn zoon Bas van Velzen, een cover uit van het nummer "kleine jongen" van André Hazes, maar dan met een rap-tint door Bas.

## Discografie

### Singles
| Single met eventuele hitnotering(en) in de Nederlandse Top 40 | Datum van verschijnen | Datum van binnenkomst | Hoogste positie | Aantal weken | Opmerkingen                 |
| ------------------------------------------------------------- | --------------------- | --------------------- | --------------- | ------------ | --------------------------- |
| 4 vrienden                                                    | 2013                  | -                     |                 |              | Nr. 77 in de Single Top 100 |
| Bella Balkonia                                                | 2015                  | -                     | 15              |              | iTunes top 100              |